# Маґаденоваць
45°40′ пн. ш. 18°11′ сх. д. / 45.66° пн. ш. 18.18° сх. д.
Маґаденоваць (хорв. Magadenovac) – громада і населений пункт в Осієцько-Баранській жупанії Хорватії.

## Населення
Населення громади за даними перепису 2011 року становило 1 936 осіб. Населення самого поселення становило 109 осіб.
Динаміка чисельності населення громади:
Динаміка чисельності населення центру громади:

## Населені пункти
Крім поселення Маґаденоваць, до громади також входять: 
- Беничанці
- Кучанці
- Лацичі
- Малиноваць
- Слівошевці

## Клімат
Середня річна температура становить 11,11°C, середня максимальна – 25,48°C, а середня мінімальна – -6,06°C. Середня річна кількість опадів – 669 мм.
| Клімат поселення                              | Клімат поселення | Клімат поселення | Клімат поселення | Клімат поселення | Клімат поселення | Клімат поселення | Клімат поселення | Клімат поселення | Клімат поселення | Клімат поселення | Клімат поселення | Клімат поселення | Клімат поселення |
| Показник                                      | Січ.             | Лют.             | Бер.             | Квіт.            | Трав.            | Черв.            | Лип.             | Серп.            | Вер.             | Жовт.            | Лист.            | Груд.            |                  |
| Середній максимум, °C                         | 5,74             | 8,02             | 12,64            | 17,24            | 22,44            | 25,48            | 25,26            | 24,80            | 20,56            | 15,16            | 9,28             | 5,26             |                  |
| Середня температура, °C                       | −0,14            | 2,10             | 6,74             | 11,38            | 16,54            | 19,56            | 21,41            | 20,96            | 16,70            | 11,30            | 5,41             | 1,40             |                  |
| Середній мінімум, °C                          | −6,06            | −3,81            | 0,84             | 5,44             | 10,64            | 13,66            | 17,57            | 17,10            | 12,86            | 7,46             | 1,58             | −2,44            |                  |
| Норма опадів, мм                              | 41               | 37               | 39               | 51               | 64               | 86               | 62               | 61               | 52               | 58               | 66               | 52               |                  |
| Середньомісячна швидкість вітру, м/с          | 2.30             | 2.53             | 2.80             | 2.70             | 2.40             | 2.20             | 2.20             | 2.00             | 2.00             | 2.10             | 2.20             | 2.33             |                  |
| Середньомісячна сонячна радіація, кДж/м²·день | 4159             | 6874             | 10781            | 15377            | 19286            | 21422            | 22152            | 20141            | 14865            | 9140             | 4682             | 3498             |                  |
| --------------------------------------------- | ---------------- | ---------------- | ---------------- | ---------------- | ---------------- | ---------------- | ---------------- | ---------------- | ---------------- | ---------------- | ---------------- | ---------------- | ---------------- |
| Джерело:                                      |                  |                  |                  |                  |                  |                  |                  |                  |                  |                  |                  |                  |                  |